# Ayodhya Prasad
Pour les articles homonymes, voir Prasad.
Le pandit Ayodhya Prasad, né le 30 avril 1909 dans le Pendjab indien et mort le 28 février 1972 à Lautoka, est un syndicaliste et homme politique fidjien.

## Biographie
Originaire de l'Inde britannique, il s'installe en 1926 comme enseignant dans la colonie britannique des Fidji. Il y cultive par la suite la canne à sucre dans la province de Ba. Confronté à une vie difficile, dans une industrie où la puissante entreprise Colonial Sugar Refining Company (CSR) exerce un monopole sur l'achat du sucre des fermiers et en fixe donc les prix, il persuade d'autres agriculteurs de s'unir avec lui en organisation syndicale : le Kisan Sangh (en), fondé en 1937. Président de ce syndicat durant plusieurs années, il obtient par la pression un contrat avec la CSR améliorant en 1940 les revenus des fermiers.
Avec l'étiquette de ce syndicat, il est élu au Conseil législatif de la colonie aux élections de 1953, devançant de peu A.D. Patel -fondateur en 1941 d'un syndicat fermier plus radical, le Maha Sangh (en)- dans la circonscription ethnique indienne couvrant le nord-ouest du pays. Il est réélu en 1956 mais battu aux élections de 1959 par B.D. Lakshman, le président du Congrès des syndicats des Fidji.
Au début de l'année 1965, Ayodhya Prasad fonde le Congrès national des Fidji, parti politique inspiré du Congrès national indien. Il s'oppose au Parti de la fédération, d'A.D. Patel. Le Parti de la fédération milite pour une indépendance rapide des Fidji ; le Congrès national souhaite également l'indépendance, mais par des avancées plus mesurées et en concertation avec les chefs autochtones et les descendants de colons européens, généralement opposés à l'idée d'indépendance,. Issu du Kisan Sangh, le Congrès défend en premier lieu les intérêts des fermiers, presque tous d'ascendance indienne et souhaitant sécuriser leurs droits en matière de location de terres autochtones. En amont des élections législatives de 1966, le Congrès se constitue en une « Alliance » avec l'Association fidjienne du grand chef autochtone Ratu Sir Kamisese Mara et la jeune Association des Électeurs généraux, menée par John Falvey et se voulant la représentante des personnes d'ascendance européenne, chinoise ou issue d'autres minorités ethniques. À nouveau président du Kisan Sangh, Ayodhya Prasad se présente comme candidat de l'Alliance dans la circonscription ethnique indienne de Viti Levu sud-ouest, et défie A.D. Patel de se présenter directement contre lui. L'Alliance remporte les élections et mène les Fidji à l'indépendance en 1970, mais Ayodhya Prasad est largement battu dans sa circonscription par A.D. Patel, recueillant 34,6 % des voix contre 65,4 % pour son adversaire.
Il entend se présenter à nouveau aux élections de 1972, mais y renonce car sa santé est sur le déclin. Il meurt le 28 février 1972. Le Premier ministre Ratu Sir Kamisese Mara assiste à ses obsèques.